# دغاغية (موالين الغابة)
دغاغية هي إحدى مشيخات المملكة المغربية، تتبع جغرافيا لإقليم بنسليمان وإداريًا لموالين الغابة. يقدر عدد سكانها بـ 2931 نسمة حسب الإحصاء الرسمي للسكان والسكنى لسنة 2004.